# Викимапия
Викимапия (Wikimapia, сокращённо ВМ, WM) — международный бесплатный проект, географическая онлайн-энциклопедия, цель которой заключается в том, чтобы отметить и описать все географические объекты на Земле. Викимапия совмещает в себе интерактивную карту с принципом свободного редактирования вики. Проект основан Александром Корякиным и Евгением Савельевым 24 мая 2006 года. Сейчас в Викимапии зарегистрировано более 2,4 млн пользователей и добавлено на карту (без учёта впоследствии удалённых) более 32 млн объектов. Все данные Викимапии доступны для общего пользования под лицензией Creative Commons Attribution-ShareAlike 3.0.

## Принципы и цели
Цель проекта состоит в том, чтобы собрать и упорядочить наиболее полную информацию обо всех географических объектах на Земле и предоставить к ней свободный доступ. Заполнение сайта информацией происходит по принципу краудсорсинга, то есть все сведения на Викимапии добавляются самими пользователями сайта (как зарегистрированными, так и нет) по их собственной инициативе.
Название Викимапия выбрано потому, что появление этого геоинформационного проекта было вдохновлено успехом Википедии, и Викимапия также использует принцип свободного редактирования вики; однако Фонд Викимедиа не имеет отношения к возникновению проекта. Викимапия не является фондом, финансируемым пожертвованиями, но существует на основе коммерческой компании и получает доход от рекламы.

## История
Проект Викимапия был запущен Александром Корякиным и Евгением Савельевым 24 мая 2006 года, и уже за 84 дня на карте был отмечен первый миллион объектов. Первым отмеченным на Викимапии объектом стал гипермаркет «Ашан» на Калужском шоссе в Москве.
Некоторые статистические данные о развитии Викимапии:
- 16 августа 2006 года — число объектов превысило 1 миллион;
- 22 ноября 2006 года — число объектов превысило 2 миллиона;
- 9 октября 2007 года — число объектов превысило 5 миллионов;
- 4 декабря 2009 года — открытие API;
- 9 декабря 2010 года — число действующих учётных записей участников Викимапии превысило 1 000 000 человек;
- 29 марта 2016 года — число объектов превысило 26 миллионов.
- июль 2016 года — число действующих учётных записей участников Викимапии превысило 2 500 000 человек;
- 3 апреля 2020 года — число объектов превысило 30 миллионов.

В октябре 2008 года зарегистрированным пользователям была предложена для тестирования бета-версия Викимапии. В интерфейс были добавлены новые функции, в том числе возможность отмечать участки суши (позже удалена), реки, автодороги и железные дороги, а также добавлен новый слой — «Карта Викимапии». В этом слое отображаются лишь те объекты, которые были созданы самими пользователями Викимапии, например, контуры и дороги, причём контуры выделяются определённым цветом в зависимости от категории объекта — голубым цветом отмечаются водоёмы, тёмно-серым — здания и сооружения, зелёным — парки и сады, светло-серым — прочие объекты. Объекты с соответствующей категорией могут быть невидимыми на карте. Пользователи также могут пользоваться фильтром для отображения объектов по категориям.
3 июля 2009 года был осуществлён переход на новую версию интерфейса. Ранее, во время своей отладки, эта версия пребывала в статусе бета. В процессе перехода некоторые пользователи жаловались на неудобства. Также были жалобы на отсутствие в новой версии инструмента «измерение площади» — по какой-то причине его не добавили в интерфейс.
К настоящему времени существует возможность работать как в текущей, так и в старой версиях интерфейса (называемой в меню Wikimapia Classic). При этом объекты в двух версиях одни и те же.
Летом 2012 года началось тестирование версии Викимапии, имеющей неофициальное название «Новая Викимапия», которая сейчас стала основной. Старая версия при этом также продолжает действовать.
В конце февраля — начале марта 2022 года Викимапия подверглась массовым DDoS-атакам, в результате чего сайт был закрыт, на его месте появилось сообщение: «Викимапия отключена на некоторое время (дни или даже недели). Все эти дни сайт подвергается кибератаке. Оставайтесь с нами. Объяснение позже.» (англ. Wikimapia is turned off for some time (days or even weeks). The site is under cyber attack all these days. Stay tuned. Explanation later.). Мобильное приложение и старая версия сайта продолжают функционировать. В конце марта 2022 года Викимапия заработала снова, а серверы сайта были перенесены с территории США на территорию России. 
В мае 2025 года наблюдаются постоянные зависания и перерывы в работе сайта независимо от времени суток.

## Устройство Викимапии
Викимапия представляет собой интерактивную карту на основе Google Maps API, которая состоит из информационного слоя, создаваемого пользователями, спутниковых фотографий (картографической подосновы) Google maps и других источников. На карте можно подсветить и выбрать любой отмеченный объект и посмотреть его описание. Чтобы найти какой-то конкретный объект, нужно указать его название или координаты в поисковой строке.
Просматривая карту Викимапии, пользователь видит объекты, ограниченные контурами, и может получить их текстовое описание. Добавление фотографий и выделение новых участков карты доступно любому посетителю сайта, но редактирование объектов доступно только зарегистрированным пользователям. Объекты также помечаются категориями, в режиме поиска отображаются только те из них, в описании которых присутствует данная категория.
Любой пользователь может создать новый объект. Для этого нужно нарисовать его контур на карте, и, при желании, добавить описание. Также к каждому помеченному участку можно выбрать категории, добавлять фотографии этого объекта, видеоролики из YouTube и ссылку на страницу в Википедии для этого объекта. Слой объектов Викимапии можно подключить к программе Google Earth. Подробнее об этом можно узнать в официальной Документации Викимапии.
Викимапия также позволяет пользователям добавлять линейные объекты, то есть автомобильные и железные дороги, паромные переправы и реки. Интерфейс позволяет пользователям указывать тип дорог (основная дорога, второстепенная дорога, грунтовая дорога, пешеходные дорожки, велодорожки) и количество полос движения; можно указывать улицы с односторонним движением, а также ввести описание. Типы дорог различаются различной толщиной линий и цветом. Также есть инструменты для описания пересечений и тоннелей. К железным дорогам также отнесены линии метрополитена и трамвайные линии, различающиеся своими условными обозначениями. Инструмент маркировки рек является несколько более сложным, чем инструмент для дорог и паромных переправ, так как есть вторичные линии, которые определяют береговую линию реки.
При необходимости можно поместить выделенный фрагмент карты на свой сайт или в блог.
Для удобства редактирования и мониторинга обновлений карты Викимапии позволяет зарегистрированным пользователям создавать списки наблюдений, в том числе своих правок (отдельный список «Отредактировано мной»). В списках наблюдений отображаются все изменения, то есть все действия, произведённые любыми пользователями над объектами на выбранной области карты. Пользователи могут определять размер и местоположение каждого списка наблюдений и сохранять его под уникальным именем.
Викимапия — интернациональный проект. На сегодняшний день сайт поддерживает 101 язык. Каждый объект может иметь описания на каждом из этих языков. Пользовательский интерфейс также переводился силами самих участников сообщества Викимапии, однако в июле 2015 года разработчики отключили возможность редактировать его обычным пользователям из-за вандализма. Это ограничение действует и по сей день.
Поддержанием и совершенствованием Викимапии занимается небольшая группа разработчиков, они совместно с пользователями определяют путь развития проекта и вносят изменения в ход работы. Пользователи могут принять участие в процессе усовершенствования Викимапии, сообщив об ошибках на сайте в баг-репорте или оставив сообщение в обсуждении проблем на форуме. В настоящее время (с конца 2021 года) проект практически не контролируется разработчиками, функция баг-репортов отключена из-за вандализма, из-за чего сбои продолжают накапливаться. Контроль над функционированием сайта оказался сосредоточен в руках группы продвинутых пользователей, среди них существует мнение о необходимости вывода программного обеспечения сайта в Open Source.

## Форма объектов
В течение 2006 года единственной формой объекта, доступной для размещения в Викимапии, был прямоугольник (рамка) со сторонами, ориентированными по сторонам света.
С 22 марта 2007 года на Викимапии появилась возможность добавлять многоугольники (контуры), доступная для всех пользователей.
Существует ограничение на создание протяжённых объектов в зависимости от так называемых «баллов опыта» (уровней пользователей).

## Лицензия
Вся предоставленная пользователями информация доступна как непосредственно с сайта, так и через API Викимапии. Представленную на Викимапии информацию разрешается использовать в любых целях. С декабря 2010 данные Викимапии стали доступны по лицензии Creative Commons Attribution-NonCommercial-ShareAlike 3.0 Unported. С июля 2012 года лицензия изменена на Creative Commons Attribution-ShareAlike 3.0.

## Контент Викимапии
Пользователи Викимапии вправе вносить на сайт любую информацию, которую они считают ценной. По этой причине статьи зачастую могут содержать субъективные мнения, личные впечатления пользователей об объектах, советы, предостережения, рекомендации. Из-за этого информация, которую содержит Викимапия, может оказаться не нейтральной или необъективной в полном смысле слова. При всём при этом сведения, представленные в Викимапии, не утрачивают своей ценности. Часто мнения людей, свидетельства очевидцев могут представлять отдельный интерес или позволяют точнее отображать реальное положение дел. К тому же карта Викимапии постоянно уточняется и редактируется самими пользователями.

### Авторское право
Согласно правилам проекта, вся добавленная пользователями информация (текст, фотографии и так далее) автоматически переходит в собственность проекта без каких-либо дополнительных условий.

## Сообщество Викимапии
Администрация сайта определяет политику и концепцию проекта, а этикет и подробные правила пользователи Викимапии по большей части формулируют сами на форуме.

### Рейтинг пользователей
Для лучшей организации общества на Викимапии помимо прочего существует система оценки пользователей, согласно которой им начисляются баллы за каждое совершенное действие в зависимости от его сложности. Эти баллы позволяют перейти на более высокий уровень, открывают новые возможности. Система задумана для того, чтобы поощрять пользователей, которые вносят вклад в Викимапию, и чтобы предотвратить вандализм и нарушение правил — самые распространенные проблемы проектов, чьи данные открыты для коллективного редактирования.
Для того, чтобы полноценно редактировать карту, нужно подтвердить адрес электронной почты, который пользователь указал при регистрации, иначе он сможет создать всего лишь несколько объектов.
Рейтинг пользователя рассчитывается на основании подсчёта количества созданных и отредактированных объектов. Баллы, начисляемые при создании и редактировании объектов, суммируются и определяют уровень пользователя. Только что зарегистрированным участникам сразу выдаётся 140 баллов как 1-й уровень — это минимальное количество баллов, которое позволяет редактировать контурные объекты, в то время как у анонимных участников фактически нулевой уровень (0 баллов). Сделано это для того, чтобы анонимные участники не могли злоупотреблять возможностью свободного редактирования контурных объектов.
- 1-й уровень — со 140 баллов, даёт возможность редактировать контурные объекты;
- 2-й уровень — с 5000 баллов, даёт возможность редактировать объекты, созданные другими пользователями, а также подавать запросы на удаления объектов;
- 3-й уровень — с 15 000 баллов, даёт возможность подавать запросы на восстановление объектов;
- 4-й уровень — с 50 000 баллов, даёт возможность  создавать и редактировать дороги и реки (ранее — со 2-го уровня), модерировать фотографии;
- 5-й уровень — с 150 000 баллов, даёт возможности удалять комментарии к объектам и добавлять слова в словарь непристойных слов (на разных языках);
- 6-й уровень — с 500 000 баллов;
- 7-й уровень — с 1 500 000 баллов;
- 8-й уровень — с 5 000 000 баллов.

Уровень 8 является максимальным. По состоянию на 20 октября 2020 года в Викимапии распределение активных (посетивших сайт в течение последних трёх месяцев) пользователей по уровням было следующим:
- 117 — 8 уровня.
- 216 — 7 уровня.
- 324 — 6 уровня.
- 520 — 5 уровня.
- 635 — 4 уровня.
- 972 — 3 уровня,
- 1274 — 2 уровня.

Помимо баллов опыта, в Новой Викимапии пользователям присуждаются награды (с 1-го по 10-й уровни) за различные заслуги (например, определённое количество добавленных фотографий или дорог), а также имеются специальные награды, которые выдаются за создание определённого количества объектов с одной категорией. В старой версии Викимапии нет специальных наград и награды выдаются как «звёзды» (максимальное их количество — 3).
Можно также оставлять свои положительные отзывы о других пользователях. Проголосовав за пользователя, вы таким образом положительно оцениваете его вклад в развитие Викимапии. Существовавшая первоначально в Викимапии возможность оставления наряду с положительными также и отрицательных отзывов впоследствии была отменена из-за злоупотреблений.

### Специальные статусы
Помимо уровней, разработчикам и пользователям, хорошо зарекомендовавшим себя, присуждаются специальные статусы, позволяющие управлять сайтом и сообществом:
- Продвинутые пользователи:

Пользователю, достигшему 5-го уровня, и зарекомендовавшему себя в качестве опытного участника сообщества, разработчиками предоставляется возможность стать Продвинутым пользователем. У таких Продвинутых пользователей есть права, помогающие им обучать новичков, следить за порядком и, в случае необходимости, ограничивать в правах других пользователей на временной или постоянной основе.
Для продвинутых пользователей есть специальный закрытый от других пользователей раздел на форуме.
На 13 января 2019 года этот статус присуждён 696 пользователям. В последние несколько лет присвоение этого статуса пользователем не производилось
- Модераторы форума

Статус присуждается разработчиками. Пользователи с этим статусом способны удалять, переносить, править сообщения и темы на форуме.
На 13 декабря 2018 года этот статус присуждён 6 пользователям.
- Документоведы

Статус присуждается разработчиками. Документоведы способны редактировать правила Викимапии, править документацию.
На 13 декабря 2018 года этот статус присуждён 23 пользователям.
- Модераторы категорий

Статус присуждается разработчиками. Способны редактировать категории, систему категорий.
На 13 декабря 2018 года этот статус присуждён 21 пользователю.
- Команда Викимапии

Этот статус имеют сами разработчики. Вся «Команда Викимапии» состоит из изначальных разработчиков. Данный статус позволяет полностью редактировать сайт, правила и интерфейс.
На 13 декабря 2018 года этот статус присуждён 11 пользователям, в том числе и 3 ботам.

### Общение в Викимапии
В дополнение к системе обмена личными сообщениями (открытыми и частными) между зарегистрированными пользователями (в главном меню Викимапии), в Викимапии также действует форум, который был запущен в октябре 2007 года. Основным языком форума является английский, при этом имеются специальные разделы на русском и других языках. Также существует блог Викимапии.

## Дополнения и сторонние программы
Несколькими пользователями Викимапии был создан пользовательский скрипт под названием «Wikimapia UserScript», представляющий собой дополнение к браузеру (поддерживаются Firefox, Opera и Chrome). Он позволяет значительно сократить время отрисовки контуров, повысить их качество, существенно увеличивает количество функций управления контурами, а также оптимизирует интерфейс для быстрого доступа к функциям сайта и увеличивает в несколько раз их количество. Также реализована возможность перехода на аналогичный участок карты других картографических ресурсов (доступно 52 ресурса). UserScript работоспособен только в старой версии Викимапии и в настоящее время не обновляется.

## Правовое регулирование
В России, в соответствии с «законом о блогерах», Викимапия признана организатором распространения информации и 23 октября 2014 года занесена в Реестр организаторов распространения информации.